# Sender Weiler im Allgäu
Der Sender Weiler im Allgäu ist ein Füllsender der Deutschen Funkturm für Hörfunk. Er befindet sich auf dem Oberberg rund ein Kilometer südlich des Gemeindeteils Simmerberg im bayerischen Allgäu. Als Antennenträger kommt ein Sendeturm in der Bauart eines freistehenden Betonturmes zum Einsatz.
Er versorgt primär den Markt Weiler-Simmerberg.

## Frequenzen und Programme

### Analoger Hörfunk (UKW)
Zurzeit gibt es auf dem Turm folgenden analogen Hörfunksender:
| Frequenz (MHz) | Programm       | RDS PS   | RDS PI | Regionalisierung | ERP (kW) | Antennendiagramm rund (ND)/gerichtet (D) | Polarisation horizontal (H)/vertikal (V) |
| -------------- | -------------- | -------- | ------ | ---------------- | -------- | ---------------------------------------- | ---------------------------------------- |
| 106,0          | Antenne Bayern | ANTENNE_ | D318   | –                | 0,1      | ND                                       | H                                        |

#### Ehemalige Hörfunkprogramme
Zum 4. Juli 2023 wurden die Hörfunksender des Bayerischen Rundfunks abgeschaltet. Alternativ ist der Empfang der Programme über DAB+ oder über die UKW-Frequenzen vom Sender Grünten möglich.
Zum 14. Januar 2025 wurde der Hörfunksender RSA Allgäu abgeschaltet. Dieser hatte zum Jahresende 2024 den Sendebetrieb eingestellt.
| Frequenz (MHz) | Programm   | RDS PS   | RDS PI | Regionalisierung      | ERP (kW) | Antennendiagramm rund (ND)/gerichtet (D) | Polarisation horizontal (H)/vertikal (V) |
| -------------- | ---------- | -------- | ------ | --------------------- | -------- | ---------------------------------------- | ---------------------------------------- |
| 87,7           | Bayern 1   | BAYERN_1 | D311   | Schwaben              | 0,035    | D (210–70°)                              | H                                        |
| 92,7           | RSA        | __RSA___ | DE1F   | Westallgäu / Bodensee | 0,1      | ND                                       | H                                        |
| 96,5           | BR-Klassik | BR-KLASS | D314   | –                     | 0,035    | D (210–70°)                              | H                                        |
| 99,4           | Bayern 3   | BAYERN_3 | D313   | –                     | 0,035    | D (210–70°)                              | H                                        |
| 100,3          | Bayern 2   | Bayern_2 | D312   | Südbayern             | 0,035    | D (210–70°)                              | H                                        |

### Analoges Fernsehen (PAL)
Vor der Umstellung auf DVB-T diente der Sendestandort weiterhin für analoges Fernsehen:
| Kanalnummer | Programmname          | ERP (kW) |
| ----------- | --------------------- | -------- |
| 45          | ZDF                   | 0,2      |
| 48          | ARD (BR)              | 0,2      |
| 51          | Bayerisches Fernsehen | 0,2      |